# Interlands Noord-Iers voetbalelftal 1960-1969
Deze pagina toont een chronologisch en gedetailleerd overzicht van de interlands die het Noord-Iers voetbalelftal heeft gespeeld in de periode 1960 – 1969.

## Interlands

### 1960
|                                                                                      |                                             |       |                                                 |                                                                                  |
| 6 april British Home Championship 1959/60 № 212 «onderlinge duels» 17:00 uur (UTC+1) | Wales                                       | 3 – 2 | Noord-Ierland                                   | The Racecourse, Wrexham Toeschouwers: 16.979 Scheidsrechter: Hugh Phillips (SCO) |
| 6 april British Home Championship 1959/60 № 212 «onderlinge duels» 17:00 uur (UTC+1) | Terry Medwin 4', 57' Cliff Jones 65' (pen.) |       | 67' Billy Bingham 80' (pen.) Danny Blanchflower | The Racecourse, Wrexham Toeschouwers: 16.979 Scheidsrechter: Hugh Phillips (SCO) |

|                                                                                      |                        |       |                                                                             |                                                                                |
| 8 oktober British Home Championship 1960/61 № 213 «onderlinge duels» 15:00 uur (UTC) | Noord-Ierland          | 2 – 5 | Engeland                                                                    | Windsor Park, Belfast Toeschouwers: 60.000 Scheidsrechter: Hugh Phillips (SCO) |
| 8 oktober British Home Championship 1960/61 № 213 «onderlinge duels» 15:00 uur (UTC) | Billy McAdams 38', 57' |       | 16' Bobby Smith 41', 88' Jimmy Greaves 47' Bobby Charlton 80' Bryan Douglas | Windsor Park, Belfast Toeschouwers: 60.000 Scheidsrechter: Hugh Phillips (SCO) |

|                                                                          |                             |       |                                                      |                                                                           |
| 26 oktober WK 1962 kwalificatie № 214 «onderlinge duels» 14:45 uur (UTC) | Noord-Ierland               | 3 – 4 | West-Duitsland                                       | Windsor Park, Belfast Toeschouwers: 32.000 Scheidsrechter: Leo Horn (NED) |
| 26 oktober WK 1962 kwalificatie № 214 «onderlinge duels» 14:45 uur (UTC) | Billy McAdams 21', 51', 90' |       | 7' Albert Brülls 53' Uwe Seeler 55', 80' Gert Dörfel | Windsor Park, Belfast Toeschouwers: 32.000 Scheidsrechter: Leo Horn (NED) |

|                                                                                       |                                                                              |       |                                                   |                                                                               |
| 9 november British Home Championship 1960/61 № 215 «onderlinge duels» 14:30 uur (UTC) | Schotland                                                                    | 5 – 2 | Noord-Ierland                                     | Hampden Park, Glasgow Toeschouwers: 34.564 Scheidsrechter: Kevin Howley (ENG) |
| 9 november British Home Championship 1960/61 № 215 «onderlinge duels» 14:30 uur (UTC) | Denis Law 8' Eric Caldow 43' (pen.) Alexander Young 72' Ralph Brand 80' (90) |       | 48' (pen.) Danny Blanchflower 84' Peter McParland | Hampden Park, Glasgow Toeschouwers: 34.564 Scheidsrechter: Kevin Howley (ENG) |

### 1961
|                                                                                       |                  |       |                                                                           |                                                                                |
| 12 april British Home Championship 1960/61 № 216 «onderlinge duels» 18:45 uur (UTC+1) | Noord-Ierland    | 1 – 5 | Wales                                                                     | Windsor Park, Belfast Toeschouwers: 30.000 Scheidsrechter: Hugh Phillips (SCO) |
| 12 april British Home Championship 1960/61 № 216 «onderlinge duels» 18:45 uur (UTC+1) | Derek Dougan 64' |       | 1' Mel Charles 2' Ivor Allchurch 26' Ken Leek 48' (pen.), 70' Cliff Jones | Windsor Park, Belfast Toeschouwers: 30.000 Scheidsrechter: Hugh Phillips (SCO) |

|                                                                       |                                         |       |                                    |                                                                                       |
| 25 april Vriendschappelijk № 226 «onderlinge duels» 15:30 uur (UTC+1) | Italië                                  | 3 – 2 | Noord-Ierland                      | Stadio Comunale, Bologna Toeschouwers: 17.500 Scheidsrechter: Jacques Devillers (FRA) |
| 25 april Vriendschappelijk № 226 «onderlinge duels» 15:30 uur (UTC+1) | Gino Stacchini 30', 58' Omar Sívori 78' |       | 71' Derek Dougan 72' Billy McAdams | Stadio Comunale, Bologna Toeschouwers: 17.500 Scheidsrechter: Jacques Devillers (FRA) |

|                                                                       |                               |       |                   |                                                                                               |
| 3 mei WK 1962 kwalificatie № 218 «onderlinge duels» 16:45 uur (UTC+2) | Griekenland                   | 2 – 1 | Noord-Ierland     | Leoforos Alexandrasstadion, Athene Toeschouwers: 12.942 Scheidsrechter: Reuben Priesner (ISR) |
| 3 mei WK 1962 kwalificatie № 218 «onderlinge duels» 16:45 uur (UTC+2) | Andreas Papaemmanouil 8', 64' |       | 82' Jimmy McIlroy | Leoforos Alexandrasstadion, Athene Toeschouwers: 12.942 Scheidsrechter: Reuben Priesner (ISR) |

|                                                                        |                                     |       |                   |                                                                                        |
| 10 mei WK 1962 kwalificatie № 219 «onderlinge duels» 18:00 uur (UTC+1) | West-Duitsland                      | 2 – 1 | Noord-Ierland     | Olympiastadion, West-Berlijn Toeschouwers: 94.600 Scheidsrechter: Gösta Lindberg (SWE) |
| 10 mei WK 1962 kwalificatie № 219 «onderlinge duels» 18:00 uur (UTC+1) | Richard Kress 28' Albert Brülls 58' |       | 69' Jimmy McIlroy | Olympiastadion, West-Berlijn Toeschouwers: 94.600 Scheidsrechter: Gösta Lindberg (SWE) |

|                                                                                        |                    |       |                                                                |                                                                            |
| 7 oktober British Home Championship 1961/62 № 220 «onderlinge duels» 15:00 uur (UTC+1) | Noord-Ierland      | 1 – 6 | Schotland                                                      | Windsor Park, Belfast Toeschouwers: 41. Scheidsrechter: James Finney (ENG) |
| 7 oktober British Home Championship 1961/62 № 220 «onderlinge duels» 15:00 uur (UTC+1) | Jim McLaughlin 17' |       | 14' Davie Wilson 34', 53', 79' Alex Scott 38', 69' Ralph Brand | Windsor Park, Belfast Toeschouwers: 41. Scheidsrechter: James Finney (ENG) |

|                                                                            |                                       |       |             |                                                                                 |
| 17 oktober WK 1962 kwalificatie № 221 «onderlinge duels» 15:00 uur (UTC+1) | Noord-Ierland                         | 2 – 0 | Griekenland | Windsor Park, Belfast Toeschouwers: 21.250 Scheidsrechter: Pietro Bonetto (ITA) |
| 17 oktober WK 1962 kwalificatie № 221 «onderlinge duels» 15:00 uur (UTC+1) | Jim McLaughlin 28' Jim McLaughlin 57' |       |             | Windsor Park, Belfast Toeschouwers: 21.250 Scheidsrechter: Pietro Bonetto (ITA) |

|                                                                                        |                    |       |                   |                                                                                  |
| 22 november British Home Championship 1961/62 № 222 «onderlinge duels» 14:30 uur (UTC) | Engeland           | 1 – 1 | Noord-Ierland     | Wembley Stadium, Londen Toeschouwers: 30.000 Scheidsrechter: Leo Callaghan (WAL) |
| 22 november British Home Championship 1961/62 № 222 «onderlinge duels» 14:30 uur (UTC) | Bobby Charlton 20' |       | 81' Jimmy McIlroy | Wembley Stadium, Londen Toeschouwers: 30.000 Scheidsrechter: Leo Callaghan (WAL) |

### 1962
|                                                                                       |                                |       |               |                                                                               |
| 11 april British Home Championship 1961/62 № 223 «onderlinge duels» 19:15 uur (UTC+1) | Wales                          | 4 – 0 | Noord-Ierland | Ninian Park, Cardiff Toeschouwers: 13.250 Scheidsrechter: George McCabe (ENG) |
| 11 april British Home Championship 1961/62 № 223 «onderlinge duels» 19:15 uur (UTC+1) | Mel Charles 15', 35', 60', 65' |       |               | Ninian Park, Cardiff Toeschouwers: 13.250 Scheidsrechter: George McCabe (ENG) |

|                                                                    |                                                                     |       |               |                                                                               |
| 9 mei Vriendschappelijk № 224 «onderlinge duels» 20:15 uur (UTC+1) | Nederland                                                           | 4 – 0 | Noord-Ierland | De Kuip, Rotterdam Toeschouwers: 30.000 Scheidsrechter: Werner Treichel (FRG) |
| 9 mei Vriendschappelijk № 224 «onderlinge duels» 20:15 uur (UTC+1) | Sjaak Swart 48' Piet van der Kuil 51' Tonny van der Linden 70', 73' |       |               | De Kuip, Rotterdam Toeschouwers: 30.000 Scheidsrechter: Werner Treichel (FRG) |

|                                                                            |       |                                      |               |                                                                               |
| 10 oktober EK 1964 kwalificatie № 225 «onderlinge duels» 18:00 uur (UTC+1) | Polen | 0 – 2                                | Noord-Ierland | Śląskistadion, Chorzów Toeschouwers: 31.496 Scheidsrechter: Bertil Lööw (SWE) |
| 10 oktober EK 1964 kwalificatie № 225 «onderlinge duels» 18:00 uur (UTC+1) |       | 17' Derek Dougan 54' Billy Humphries |               | Śląskistadion, Chorzów Toeschouwers: 31.496 Scheidsrechter: Bertil Lööw (SWE) |

|                                                                                         |               |       |                                            |                                                                             |
| 20 oktober British Home Championship 1962/63 № 226 «onderlinge duels» 15:00 uur (UTC+1) | Noord-Ierland | 1 – 3 | Engeland                                   | Windsor Park, Belfast Toeschouwers: 55. Scheidsrechter: James Barclay (SCO) |
| 20 oktober British Home Championship 1962/63 № 226 «onderlinge duels» 15:00 uur (UTC+1) | Hugh Barr 62' |       | 38' Jimmy Greaves 71', 73' Michael O'Grady | Windsor Park, Belfast Toeschouwers: 55. Scheidsrechter: James Barclay (SCO) |

|                                                                                       |                                                   |       |                  |                                                                               |
| 7 november British Home Championship 1962/63 № 227 «onderlinge duels» 19:30 uur (UTC) | Schotland                                         | 5 – 1 | Noord-Ierland    | Hampden Park, Glasgow Toeschouwers: 58.734 Scheidsrechter: James Finney (ENG) |
| 7 november British Home Championship 1962/63 № 227 «onderlinge duels» 19:30 uur (UTC) | Denis Law 40', 60', 73', 86' Willie Henderson 76' |       | 8' Billy Bingham | Hampden Park, Glasgow Toeschouwers: 58.734 Scheidsrechter: James Finney (ENG) |

|                                                                           |                                 |       |       |                                                                               |
| 28 november EK 1964 kwalificatie № 228 «onderlinge duels» 19:45 uur (UTC) | Noord-Ierland                   | 2 – 0 | Polen | Windsor Park, Belfast Toeschouwers: 28.833 Scheidsrechter: Othmar Huber (SUI) |
| 28 november EK 1964 kwalificatie № 228 «onderlinge duels» 19:45 uur (UTC) | Johnny Crossan 9' Billy Bingham |       |       | Windsor Park, Belfast Toeschouwers: 28.833 Scheidsrechter: Othmar Huber (SUI) |

### 1963
|                                                                                      |                   |       |                                            |                                                                                |
| 3 april British Home Championship 1962/63 № 229 «onderlinge duels» 19:30 uur (UTC+1) | Noord-Ierland     | 1 – 4 | Wales                                      | Windsor Park, Belfast Toeschouwers: 25.000 Scheidsrechter: George McCabe (ENG) |
| 3 april British Home Championship 1962/63 № 229 «onderlinge duels» 19:30 uur (UTC+1) | Martin Harvey 36' |       | 23' Phil Woosnam 33', 85', 90' Cliff Jones | Windsor Park, Belfast Toeschouwers: 25.000 Scheidsrechter: George McCabe (ENG) |

|                                                                        |                          |       |                   |                                                                           |
| 30 mei EK 1964 kwalificatie № 230 «onderlinge duels» 20:00 uur (UTC+1) | Spanje                   | 1 – 1 | Noord-Ierland     | San Mamés, Bilbao Toeschouwers: 27.960 Scheidsrechter: Cesare Jonni (ITA) |
| 30 mei EK 1964 kwalificatie № 230 «onderlinge duels» 20:00 uur (UTC+1) | Amancio Amaro Varela 57' |       | 88' Willie Irvine | San Mamés, Bilbao Toeschouwers: 27.960 Scheidsrechter: Cesare Jonni (ITA) |

|                                                                                         |                                    |       |                 |                                                                           |
| 12 oktober British Home Championship 1963/64 № 231 «onderlinge duels» 15:00 uur (UTC+1) | Noord-Ierland                      | 2 – 1 | Schotland       | Windsor Park, Belfast Toeschouwers: 39. Scheidsrechter: Jack Taylor (ENG) |
| 12 oktober British Home Championship 1963/64 № 231 «onderlinge duels» 15:00 uur (UTC+1) | Billy Bingham 26' Sammy Wilson 63' |       | 50' Ian St John | Windsor Park, Belfast Toeschouwers: 39. Scheidsrechter: Jack Taylor (ENG) |

|                                                                          |               |                |        |                                                                                    |
| 30 oktober EK 1964 kwalificatie № 232 «onderlinge duels» 19:45 uur (UTC) | Noord-Ierland | 0 – 1          | Spanje | Windsor Park, Belfast Toeschouwers: 45.809 Scheidsrechter: Dries van Leeuwen (NED) |
| 30 oktober EK 1964 kwalificatie № 232 «onderlinge duels» 19:45 uur (UTC) |               | 66' Paco Gento |        | Windsor Park, Belfast Toeschouwers: 45.809 Scheidsrechter: Dries van Leeuwen (NED) |

|                                                                                        |                                                                           |       |                                          |                                                                               |
| 20 november British Home Championship 1963/64 № 233 «onderlinge duels» 19:30 uur (UTC) | Engeland                                                                  | 8 – 3 | Noord-Ierland                            | Wembley Stadium, Londen Toeschouwers: 55. Scheidsrechter: Leo Callaghan (WAL) |
| 20 november British Home Championship 1963/64 № 233 «onderlinge duels» 19:30 uur (UTC) | Terry Paine 2', 37', 61' Jimmy Greaves 20', 30', 60', 65' Bobby Smith 46' |       | 42' Johnny Crossan 74', 85' Sammy Wilson | Wembley Stadium, Londen Toeschouwers: 55. Scheidsrechter: Leo Callaghan (WAL) |

### 1964
|                                                                                       |                                  |       |                                                      |                                                                                 |
| 15 april British Home Championship 1963/64 № 234 «onderlinge duels» 19:15 uur (UTC+1) | Wales                            | 2 – 3 | Noord-Ierland                                        | Vetch Field, Swansea Toeschouwers: 10.434 Scheidsrechter: Kenneth Dagnall (ENG) |
| 15 april British Home Championship 1963/64 № 234 «onderlinge duels» 19:15 uur (UTC+1) | Brian Godfrey 24' Ron Davies 63' |       | 8' Jim McLaughlin 37' Sammy Wilson 45' Martin Harvey | Vetch Field, Swansea Toeschouwers: 10.434 Scheidsrechter: Kenneth Dagnall (ENG) |

|                                                                       |                                                        |       |         |                                                                               |
| 29 april Vriendschappelijk № 235 «onderlinge duels» 19:45 uur (UTC+1) | Noord-Ierland                                          | 3 – 0 | Uruguay | Windsor Park, Belfast Toeschouwers: 23.000 Scheidsrechter: Kevin Howley (ENG) |
| 29 april Vriendschappelijk № 235 «onderlinge duels» 19:45 uur (UTC+1) | Johnny Crossan 39' (pen.), 79' (pen.) Sammy Wilson 66' |       |         | Windsor Park, Belfast Toeschouwers: 23.000 Scheidsrechter: Kevin Howley (ENG) |

|                                                                                        |                                          |       |                                               |                                                                              |
| 3 oktober British Home Championship 1964/65 № 236 «onderlinge duels» 15:00 uur (UTC+1) | Noord-Ierland                            | 3 – 4 | Engeland                                      | Windsor Park, Belfast Toeschouwers: 58. Scheidsrechter: Willie Brittle (SCO) |
| 3 oktober British Home Championship 1964/65 № 236 «onderlinge duels» 15:00 uur (UTC+1) | Sammy Wilson 52' Jim McLaughlin 55', 67' |       | 7' Fred Pickering 12', 16', 24' Jimmy Greaves | Windsor Park, Belfast Toeschouwers: 58. Scheidsrechter: Willie Brittle (SCO) |

|                                                                            |                    |       |             |                                                                                 |
| 14 oktober WK 1966 kwalificatie № 237 «onderlinge duels» 19:45 uur (UTC+1) | Noord-Ierland      | 1 – 0 | Zwitserland | Windsor Park, Belfast Toeschouwers: 28.598 Scheidsrechter: Hubert Burguet (BEL) |
| 14 oktober WK 1966 kwalificatie № 237 «onderlinge duels» 19:45 uur (UTC+1) | Johnny Crossan 46' |       |             | Windsor Park, Belfast Toeschouwers: 28.598 Scheidsrechter: Hubert Burguet (BEL) |

|                                                                             |                                |       |                 |                                                                                                   |
| 14 november WK 1966 kwalificatie № 238 «onderlinge duels» 14:45 uur (UTC+1) | Zwitserland                    | 2 – 1 | Noord-Ierland   | Stade Olympique de la Pontaise, Lausanne Toeschouwers: 22.162 Scheidsrechter: Paul Schiller (AUT) |
| 14 november WK 1966 kwalificatie № 238 «onderlinge duels» 14:45 uur (UTC+1) | René Quentin 28' Köbi Kuhn 34' |       | 31' George Best | Stade Olympique de la Pontaise, Lausanne Toeschouwers: 22.162 Scheidsrechter: Paul Schiller (AUT) |

|                                                                                          |                                        |       |                                  |                                                                                 |
| 25 november British Home Championship 1964/65 № 239 «onderlinge duels» 19:30 uur (UTC+1) | Schotland                              | 3 – 2 | Noord-Ierland                    | Hampden Park, Glasgow Toeschouwers: 48.752 Scheidsrechter: Godfrey Powell (WAL) |
| 25 november British Home Championship 1964/65 № 239 «onderlinge duels» 19:30 uur (UTC+1) | Davie Wilson 10', 30' Alan Gilzean 16' |       | 9' George Best 18' Willie Irvine | Hampden Park, Glasgow Toeschouwers: 48.752 Scheidsrechter: Godfrey Powell (WAL) |

### 1965
|                                                                        |                                    |       |                   |                                                                                |
| 17 maart WK 1966 kwalificatie № 240 «onderlinge duels» 19:45 uur (UTC) | Noord-Ierland                      | 2 – 1 | Nederland         | Windsor Park, Belfast Toeschouwers: 25.300 Scheidsrechter: Tage Sørensen (DEN) |
| 17 maart WK 1966 kwalificatie № 240 «onderlinge duels» 19:45 uur (UTC) | Johnny Crossan 11' Terry Neill 62' |       | 6' Hennie van Nee | Windsor Park, Belfast Toeschouwers: 25.300 Scheidsrechter: Tage Sørensen (DEN) |

|                                                                                       |               |                                                                            |       |                                                                                  |
| 31 maart British Home Championship 1964/65 № 241 «onderlinge duels» 19:45 uur (UTC+1) | Noord-Ierland | 0 – 5                                                                      | Wales | Windsor Park, Belfast Toeschouwers: 15.000 Scheidsrechter: Kenneth Dagnall (ENG) |
| 31 maart British Home Championship 1964/65 № 241 «onderlinge duels» 19:45 uur (UTC+1) |               | 20' Cliff Jones 33', 48' Roy Vernon 60' Graham Williams 81' Ivor Allchurch |       | Windsor Park, Belfast Toeschouwers: 15.000 Scheidsrechter: Kenneth Dagnall (ENG) |

|                                                                         |           |       |               |                                                                             |
| 7 april WK 1966 kwalificatie № 242 «onderlinge duels» 20:15 uur (UTC+1) | Nederland | 0 – 0 | Noord-Ierland | De Kuip, Rotterdam Toeschouwers: 61.954 Scheidsrechter: Bill Clements (ENG) |
| 7 april WK 1966 kwalificatie № 242 «onderlinge duels» 20:15 uur (UTC+1) |           |       |               | De Kuip, Rotterdam Toeschouwers: 61.954 Scheidsrechter: Bill Clements (ENG) |

|                                                                       |                                                     |       |                    |                                                                               |
| 7 mei WK 1966 kwalificatie № 243 «onderlinge duels» 19:30 uur (UTC+1) | Noord-Ierland                                       | 4 – 1 | Albanië            | Windsor Park, Belfast Toeschouwers: 16.017 Scheidsrechter: Norman Mootz (LUX) |
| 7 mei WK 1966 kwalificatie № 243 «onderlinge duels» 19:30 uur (UTC+1) | Johnny Crossan 17', 30', 73' (pen.) George Best 85' |       | 49' Robert Jashari | Windsor Park, Belfast Toeschouwers: 16.017 Scheidsrechter: Norman Mootz (LUX) |

|                                                                                        |                                                       |       |                       |                                                                           |
| 2 oktober British Home Championship 1965/66 № 244 «onderlinge duels» 15:00 uur (UTC+2) | Noord-Ierland                                         | 3 – 2 | Schotland             | Windsor Park, Belfast Toeschouwers: 50. Scheidsrechter: Jack Taylor (ENG) |
| 2 oktober British Home Championship 1965/66 № 244 «onderlinge duels» 15:00 uur (UTC+2) | Derek Dougan 42' Johnny Crossan 60' Willie Irvine 89' |       | 17', 81' Alan Gilzean | Windsor Park, Belfast Toeschouwers: 50. Scheidsrechter: Jack Taylor (ENG) |

|                                                                                        |                                |       |                   |                                                                               |
| 10 november British Home Championship 1965/66 № 245 «onderlinge duels» 19:45 uur (UTC) | Engeland                       | 2 – 1 | Noord-Ierland     | Wembley Stadium, Londen Toeschouwers: 70. Scheidsrechter: Leo Callaghan (WAL) |
| 10 november British Home Championship 1965/66 № 245 «onderlinge duels» 19:45 uur (UTC) | Joe Baker 19' Alan Peacock 73' |       | 21' Willie Irvine | Wembley Stadium, Londen Toeschouwers: 70. Scheidsrechter: Leo Callaghan (WAL) |

|                                                           |                 |       |                   |                                                                                   |
| 24 november WK 1966 kwalificatie № 246 «onderlinge duels» | Albanië         | 1 – 1 | Noord-Ierland     | Qemal Stafastadion, Tirana Toeschouwers: 16.381 Scheidsrechter: Petre Sotir (ROU) |
| 24 november WK 1966 kwalificatie № 246 «onderlinge duels» | Medin Zhega 77' |       | 58' Willie Irvine | Qemal Stafastadion, Tirana Toeschouwers: 16.381 Scheidsrechter: Petre Sotir (ROU) |

### 1966
|                                                                                       |                |       |                                                                    |                                                                              |
| 30 maart British Home Championship 1965/66 № 247 «onderlinge duels» 19:15 uur (UTC+1) | Wales          | 1 – 4 | Noord-Ierland                                                      | Ninian Park, Cardiff Toeschouwers: 12.860 Scheidsrechter: James Finney (ENG) |
| 30 maart British Home Championship 1965/66 № 247 «onderlinge duels» 19:15 uur (UTC+1) | Wyn Davies 74' |       | 2' Willie Irvine 42' Sammy Wilson 53' Eric Welsh 55' Martin Harvey | Ninian Park, Cardiff Toeschouwers: 12.860 Scheidsrechter: James Finney (ENG) |

|                                                                    |               |                               |                |                                                                                |
| 7 mei Vriendschappelijk № 248 «onderlinge duels» 15:00 uur (UTC+1) | Noord-Ierland | 0 – 2                         | West-Duitsland | Windsor Park, Belfast Toeschouwers: 22.000 Scheidsrechter: Hugh Phillips (SCO) |
| 7 mei Vriendschappelijk № 248 «onderlinge duels» 15:00 uur (UTC+1) |               | 21' Uwe Seeler 57' Fredy Heiß |                | Windsor Park, Belfast Toeschouwers: 22.000 Scheidsrechter: Hugh Phillips (SCO) |

|                                                                      |                                                                      |       |                         |                                                                              |
| 22 juni Vriendschappelijk № 249 «onderlinge duels» 19:30 uur (UTC+1) | Noord-Ierland                                                        | 4 – 1 | Mexico                  | Windsor Park, Belfast Toeschouwers: 12.000 Scheidsrechter: Jack Taylor (ENG) |
| 22 juni Vriendschappelijk № 249 «onderlinge duels» 19:30 uur (UTC+1) | Billy Johnston 72' Alex Elder 76' Jimmy Nicholson Billy Ferguson 90' |       | 52' (pen.) Gustavo Peña | Windsor Park, Belfast Toeschouwers: 12.000 Scheidsrechter: Jack Taylor (ENG) |

| |               |                                  |          |                                                                                 |
| 22 oktober British Home Championship 1966/67 / EK 1968 kwalificatie № 250 «onderlinge duels» 15:00 uur (UTC+1) | Noord-Ierland | 0 – 2                            | Engeland | Windsor Park, Belfast Toeschouwers: 47.897 Scheidsrechter: Bobby Davidson (SCO) |
| 22 oktober British Home Championship 1966/67 / EK 1968 kwalificatie № 250 «onderlinge duels» 15:00 uur (UTC+1) |               | 40' Roger Hunt 59' Martin Peters |          | Windsor Park, Belfast Toeschouwers: 47.897 Scheidsrechter: Bobby Davidson (SCO) |

| |                                    |       |                    |                                                                              |
| 16 november British Home Championship 1966/67 / EK 1968 kwalificatie № 251 «onderlinge duels» 20:00 uur (UTC) | Schotland                          | 2 – 1 | Noord-Ierland      | Hampden Park, Glasgow Toeschouwers: 45.281 Scheidsrechter: Jack Taylor (ENG) |
| 16 november British Home Championship 1966/67 / EK 1968 kwalificatie № 251 «onderlinge duels» 20:00 uur (UTC) | Bobby Murdoch 14' Bobby Lennox 35' |       | 9' Jimmy Nicholson | Hampden Park, Glasgow Toeschouwers: 45.281 Scheidsrechter: Jack Taylor (ENG) |

### 1967
| |               |       |       |                                                                               |
| 12 april British Home Championship 1966/67 / EK 1968 kwalificatie № 252 «onderlinge duels» 19:30 uur (UTC+1) | Noord-Ierland | 0 – 0 | Wales | Windsor Park, Belfast Toeschouwers: 17.770 Scheidsrechter: Kevin Howley (ENG) |
| 12 april British Home Championship 1966/67 / EK 1968 kwalificatie № 252 «onderlinge duels» 19:30 uur (UTC+1) |               |       |       | Windsor Park, Belfast Toeschouwers: 17.770 Scheidsrechter: Kevin Howley (ENG) |

| |                   |       |           |                                                                               |
| 21 oktober British Home Championship 1967/68 / EK 1968 kwalificatie № 253 «onderlinge duels» 15:00 uur (UTC+1) | Noord-Ierland     | 1 – 0 | Schotland | Windsor Park, Belfast Toeschouwers: 47.359 Scheidsrechter: James Finney (ENG) |
| 21 oktober British Home Championship 1967/68 / EK 1968 kwalificatie № 253 «onderlinge duels» 15:00 uur (UTC+1) | Dave Clements 67' |       |           | Windsor Park, Belfast Toeschouwers: 47.359 Scheidsrechter: James Finney (ENG) |

| |                                    |       |               |                                                                                  |
| 22 november British Home Championship 1967/68 / EK 1968 kwalificatie № 254 «onderlinge duels» 19:45 uur (UTC) | Engeland                           | 2 – 0 | Noord-Ierland | Wembley Stadium, Londen Toeschouwers: 83.969 Scheidsrechter: Leo Callaghan (WAL) |
| 22 november British Home Championship 1967/68 / EK 1968 kwalificatie № 254 «onderlinge duels» 19:45 uur (UTC) | Geoff Hurst 43' Bobby Charlton 62' |       |               | Wembley Stadium, Londen Toeschouwers: 83.969 Scheidsrechter: Leo Callaghan (WAL) |

### 1968
| |                             |       |               |                                                                                      |
| 28 februari British Home Championship 1967/68 / EK 1968 kwalificatie № 255 «onderlinge duels» 19:15 uur (UTC+1) | Wales                       | 2 – 0 | Noord-Ierland | Racecourse Ground, Wrexham Toeschouwers: 17.548 Scheidsrechter: Bobby Davidson (SCO) |
| 28 februari British Home Championship 1967/68 / EK 1968 kwalificatie № 255 «onderlinge duels» 19:15 uur (UTC+1) | Ron Rees 75' Wyn Davies 84' |       |               | Racecourse Ground, Wrexham Toeschouwers: 17.548 Scheidsrechter: Bobby Davidson (SCO) |

|                                                                           |                                          |       |                                        |                                                                                     |
| 10 september Vriendschappelijk № 256 «onderlinge duels» 18:00 uur (UTC+2) | Israël                                   | 2 – 3 | Noord-Ierland                          | Bloomfieldstadion, Tel Aviv Toeschouwers: 21.000 Scheidsrechter: Othmar Huber (SUI) |
| 10 september Vriendschappelijk № 256 «onderlinge duels» 18:00 uur (UTC+2) | Mordechai Spiegler 52' Rahamim Talbi 63' |       | 4', 39' Willie Irvine 20' Derek Dougan | Bloomfieldstadion, Tel Aviv Toeschouwers: 21.000 Scheidsrechter: Othmar Huber (SUI) |

|                                                                            |                                                                       |       |                    |                                                                              |
| 23 oktober WK 1970 kwalificatie № 257 «onderlinge duels» 19:30 uur (UTC+1) | Noord-Ierland                                                         | 4 – 1 | Turkije            | Windsor Park, Belfast Toeschouwers: 38.363 Scheidsrechter: Wim Schalks (NED) |
| 23 oktober WK 1970 kwalificatie № 257 «onderlinge duels» 19:30 uur (UTC+1) | George Best 32' Eric McMordie 47' Derek Dougan 66' Billy Campbell 76' |       | 9' Ogün Altıparmak | Windsor Park, Belfast Toeschouwers: 38.363 Scheidsrechter: Wim Schalks (NED) |

|                                                                             |         |                                                       |               |                                                                                        |
| 11 december WK 1970 kwalificatie № 258 «onderlinge duels» 12:00 uur (UTC+2) | Turkije | 0 – 3                                                 | Noord-Ierland | Mithatpaşastadion, Istanbul Toeschouwers: 19.110 Scheidsrechter: Zoubir Benganif (ALG) |
| 11 december WK 1970 kwalificatie № 258 «onderlinge duels» 12:00 uur (UTC+2) |         | 35' Terry Harkin 63' Jimmy Nicholson 88' Terry Harkin |               | Mithatpaşastadion, Istanbul Toeschouwers: 19.110 Scheidsrechter: Zoubir Benganif (ALG) |

### 1969
|                                                                                 |                   |       |                                                         |                                                                           |
| 3 mei British Home Championship 1969 № 259 «onderlinge duels» 19:30 uur (UTC+1) | Noord-Ierland     | 1 – 3 | Engeland                                                | Windsor Park, Belfast Toeschouwers: 23. Scheidsrechter: Bill Mullan (SCO) |
| 3 mei British Home Championship 1969 № 259 «onderlinge duels» 19:30 uur (UTC+1) | Eric McMordie 63' |       | 39' Martin Peters 64' Franny Lee 74' (pen.) Geoff Hurst | Windsor Park, Belfast Toeschouwers: 23. Scheidsrechter: Bill Mullan (SCO) |

|                                                                                 |                   |       |                 |                                                                            |
| 6 mei British Home Championship 1969 № 260 «onderlinge duels» 20:00 uur (UTC+1) | Schotland         | 1 – 1 | Noord-Ierland   | Hampden Park, Glasgow Toeschouwers: 7.483 Scheidsrechter: Dave Smith (ENG) |
| 6 mei British Home Championship 1969 № 260 «onderlinge duels» 20:00 uur (UTC+1) | Eric McMordie 11' |       | 53' Colin Stein | Hampden Park, Glasgow Toeschouwers: 7.483 Scheidsrechter: Dave Smith (ENG) |

|                                                                                  |               |       |       |                                                                                |
| 10 mei British Home Championship 1969 № 261 «onderlinge duels» 15:00 uur (UTC+1) | Noord-Ierland | 0 – 0 | Wales | Windsor Park, Belfast Toeschouwers: 12.500 Scheidsrechter: Eric Jennings (ENG) |
| 10 mei British Home Championship 1969 № 261 «onderlinge duels» 15:00 uur (UTC+1) |               |       |       | Windsor Park, Belfast Toeschouwers: 12.500 Scheidsrechter: Eric Jennings (ENG) |

|                                                                              |               |       |             |                                                                                    |
| 10 september WK 1970 kwalificatie № 262 «onderlinge duels» 20:00 uur (UTC+1) | Noord-Ierland | 0 – 0 | Sovjet-Unie | Windsor Park, Belfast Toeschouwers: 35.138 Scheidsrechter: Michel Kitabdjian (FRA) |
| 10 september WK 1970 kwalificatie № 262 «onderlinge duels» 20:00 uur (UTC+1) |               |       |             | Windsor Park, Belfast Toeschouwers: 35.138 Scheidsrechter: Michel Kitabdjian (FRA) |

|                                                                            |                                        |       |               |                                                                                          |
| 22 oktober WK 1970 kwalificatie № 263 «onderlinge duels» 19:30 uur (UTC+3) | Sovjet-Unie                            | 2 – 0 | Noord-Ierland | Centraal Leninstadion, Moskou Toeschouwers: 83.057 Scheidsrechter: Rudolf Scheurer (SUI) |
| 22 oktober WK 1970 kwalificatie № 263 «onderlinge duels» 19:30 uur (UTC+3) | Givi Nodiya 24' Anatolij Bysjovets 79' |       |               | Centraal Leninstadion, Moskou Toeschouwers: 83.057 Scheidsrechter: Rudolf Scheurer (SUI) |

UEFA: Albanië · België · Bulgarije · Cyprus · Denemarken · West-Duitsland · Duitse Democratische Republiek · Engeland · Finland · Frankrijk · Griekenland · Hongarije · Ierland · IJsland · Italië · Joegoslavië · Luxemburg · Malta · Nederland · Noord-Ierland · Noorwegen · Oostenrijk · Polen · Portugal · Roemenië · Schotland · Sovjet-Unie · Spanje · Tsjecho-Slowakije · Turkije · Wales · Zweden · Zwitserland

CAF: Madagaskar AFC: Israël

IFA · A-internationals · Selecties · Bondscoaches · Noord-Iers vrouwenelftal · Brits olympisch elftal · N-Ierland U21 · N-Ierland U20 · N-Ierland U19 · N-Ierland U18 · N-Ierland U17 · N-Ierland U16
1882 – 1899 ·
1900 – 1919 ·
1920 – 1929 ·
1930 – 1939 ·
1940 – 1949 ·
1950 – 1959 ·
1960 – 1969 ·
1970 – 1979 ·
1980 – 1989 ·
1990 – 1999 ·
2000 – 2009 ·
2010 – 2019 ·
2020 – 2029
EK 2016
WK 1958 · 
WK 1982 · 
WK 1986
1921 · 
1922 · 
1923 · 
1924 · 
1925 · 
1926 · 
1927 · 
1928 · 
1929 · 
1930 · 
1931 · 
1932 · 
1933 · 
1934 · 
1935 · 
1936 · 
1937 · 
1938 · 
1939 · 
1940 · 1941 · 1942 · 1943 · 1944 · 1945 · 
1946 · 
1947 · 
1948 · 
1949 · 
1950 · 
1952 · 
1952 · 
1953 · 
1954 · 
1955 · 
1956 · 
1957 · 
1958 · 
1959 · 
1960 · 
1961 · 
1962 · 
1963 · 
1964 · 
1965 · 
1966 · 
1967 · 
1968 · 
1969 · 
1970 · 
1971 · 
1972 · 
1973 · 
1974 · 
1975 · 
1976 · 
1977 · 
1978 · 
1979 · 
1980 · 
1981 · 
1982 · 
1983 · 
1984 · 
1985 · 
1986 · 
1987 · 
1988 · 
1989 · 
1990 ·
1991 · 
1992 · 
1993 · 
1994 · 
1995 · 
1996 · 
1997 · 
1998 · 
1999 · 
2000 · 
2001 · 
2002 · 
2003 · 
2004 · 
2005 · 
2006 · 
2007 · 
2008 · 
2009 · 
2010 · 
2011 · 
2012 · 
2013 · 
2014 · 
2015 · 
2016 · 
2017 · 
2018 · 
2019 · 
2020 · 
2021 ·
2022 ·
2023 ·
2024
Albanië ·
Algerije ·
Andorra ·
Argentinië ·
Armenië ·
Australië ·
Azerbeidzjan ·
Barbados ·
België ·
Bosnië en Herzegovina ·
Brazilië ·
Bulgarije ·
Canada ·
Chili ·
Colombia ·
Costa Rica ·
Cyprus ·
Denemarken ·
Duitsland ·
Engeland ·
Estland ·
Faeröer ·
Finland ·
Frankrijk ·
Georgië · 
Griekenland ·
Honduras ·
Hongarije ·
Ierland ·
IJsland ·
Israël ·
Italië ·
Joegoslavië ·
Kazachstan ·
Kosovo ·
Kroatië ·
Letland ·
Liechtenstein ·
Litouwen ·
Luxemburg · 
Malta ·
Marokko ·
Mexico ·
Moldavië ·
Montenegro ·
Nederland ·
Nieuw-Zeeland ·
Noorwegen ·
Oekraïne ·
Oostenrijk ·
Panama ·
Polen ·
Portugal ·
Qatar ·
Roemenië ·
Rusland ·
Saint Kitts en Nevis ·
San Marino ·
Schotland ·
Servië ·
Servië en Montenegro ·
Slovenië ·
Slowakije ·
Sovjet-Unie ·
Spanje ·
Thailand ·
Trinidad en Tobago ·
Tsjechië ·
Tsjecho-Slowakije ·
Turkije ·
Uruguay ·
Verenigde Staten ·
Wales ·
Wit-Rusland · 
Zuid-Korea ·
Zweden ·
Zwitserland
Frankrijk (1982) · Oekraïne (2016) · Oostenrijk (1982) · Polen (2016)